# Leptomischus modestus
Leptomischus modestus là một loài thực vật có hoa trong họ Thiến thảo. Loài này được (Hook.f.) Deb mô tả khoa học đầu tiên năm 2001.